# Jael Dajan

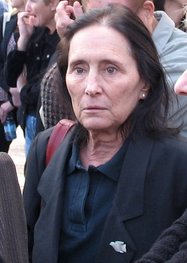
Jael Dajan (2006)

Jael Dajan (hebräisch יעל דיין‎, * 12. Februar 1939 in Nahalal, Völkerbundsmandat für Palästina; † 18. Mai 2024 in Tel Aviv) war eine israelische Schriftstellerin und Politikerin.

## Leben
Jael Dajan war eines von drei Kindern aus der Ehe von Ruth Dajan mit dem General und Politiker Mosche Dajan. Ihre Geschwister sind der Schriftsteller Ehud Dajan und der 2014 verstorbene Schauspieler und Filmregisseur Assi Dajan. Jael Dajan war Enkelin des Politikers und Knesset-Abgeordneten Schmuel Dajan; ihre Tante war Reuma Schwartz, die Ehefrau des israelischen Luftwaffengenerals und Staatspräsidenten Ezer Weizman.
Wie ihr Bruder Assi besuchte Jael Dajan das Neue Gymnasium in Tel Aviv. Nach der militärischen Grundausbildung diente sie als Leutnant beim Büro des Pressesprechers der israelischen Streitkräfte. Danach studierte sie Internationale Beziehungen an der Hebräischen Universität in Jerusalem und Biologie an der Open University. Nach Abschluss ihrer Studien machte sie sich als Buchautorin und Kolumnistin einen Namen.
Bei den Parlamentswahlen der Jahre 1992, 1996 und 1999 wurde Dajan für die Arbeitspartei in die Knesset gewählt. Als Abgeordnete war sie eine Verfechterin der Rechte von Frauen und Homosexuellen; unter anderem setzte sie sich für die Gesetzgebung gegen sexuelle Belästigung ein.
Dajan war eine scharfe Kritikerin der Besetzung palästinensischer Gebiete. Sie gehörte der Führung der Friedensorganisation Schalom Achschaw an.
Ab 2004 war sie für die Partei Meretz als stellvertretende Bürgermeisterin von Tel Aviv für soziale Dienste verantwortlich.
Dajan hatte zwei Kinder und war geschieden. Sie starb im Mai 2024 im Alter von 85 Jahren nach einer mehrjährigen Lungenerkrankung.

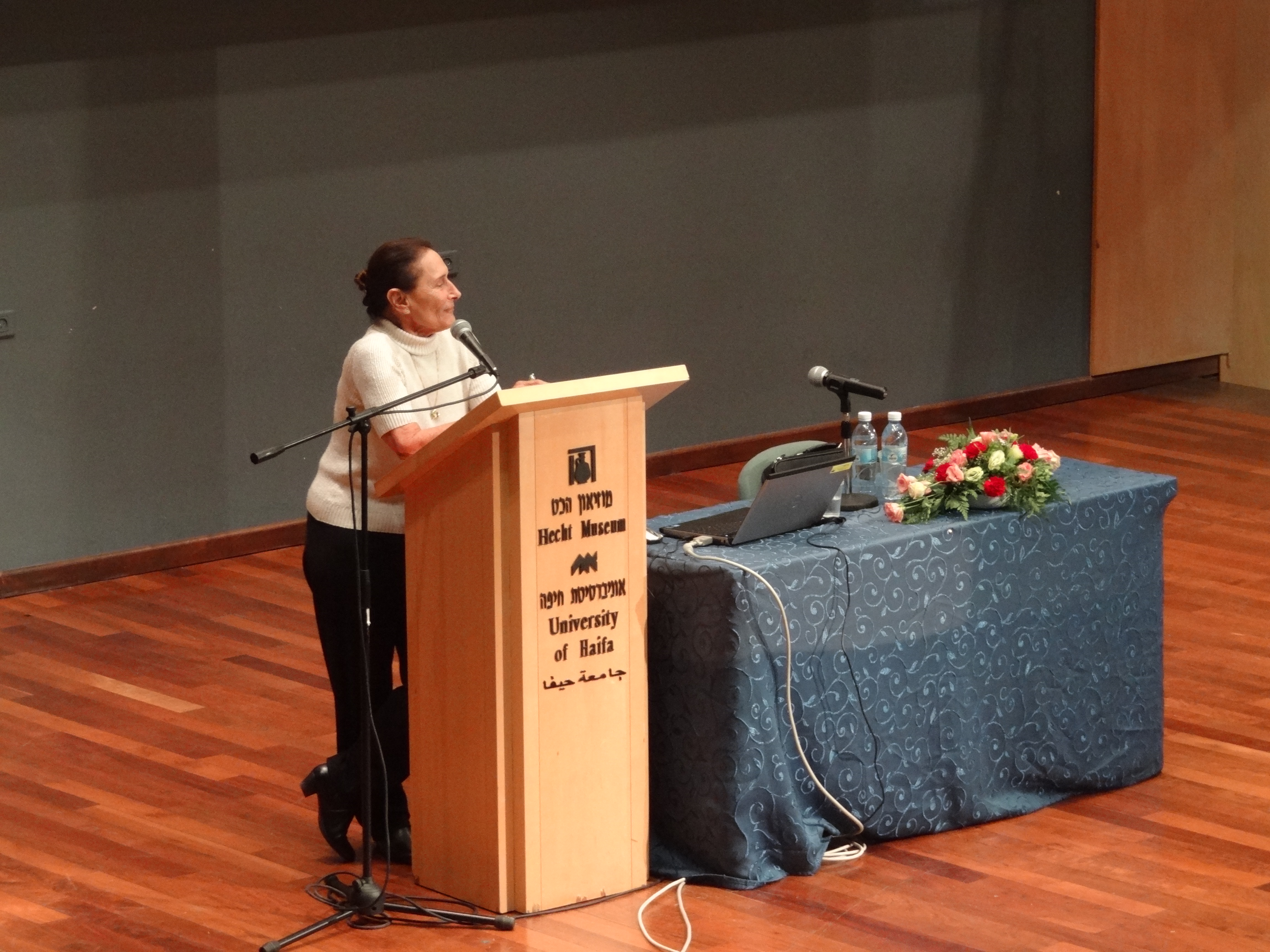
Jael Dajan bei einem Vortrag (2014)

## Veröffentlichungen
Bücher in deutscher Sprache:
- Ich schlafe mit meinem Gewehr. Kindler, München 1959, DNB 450862593.
- Beneidet die Furchtsamen. Kindler, München 1962, DNB 450862585.
- Mein Kriegstagebuch. Die Tochter Moshe Dayans im Sinaifeldzug 1967. G. B. Fischer, Frankfurt am Main 1967, DNB 456310541.
- Der Tod hat zwei Söhne. Molden, Wien/Frankfurt am Main/Zürich 1968, DNB 456310509.
- Spuren im Staub. Non-Stop-Bücherei, München 1968, DNB 456310525.